# Blake Neely
Pour les articles homonymes, voir Neely.
Blake Neely est un compositeur de musique de film et chef d'orchestre né le 28 avril 1969 au Texas. Il travaille au studio Remote Control. Il est aussi compositeur de musiques de séries télévisées, principalement connu pour être à l'origine des thèmes de l'Arrowverse depuis 2012.

## Filmographie
- 1999 : Le Géant de fer de Brad Bird (musique de Michael Kamen) (orchestrateur)
- 2000 : Fréquence interdite de Gregory Hoblit (musique de Michael Kamen) (orchestrateur)
- 2001 : Tequila rapido d'Alex Wright (musique de Richard Tuttobene) (préparation de la musique)
- 2001 : Lara Croft: Tomb Raider de Simon West (musique de Graeme Revell) (orchestrateur)
- 2001 : Sexy/Crazy de John Stockwell (musique de Paul Haslinger) (chef et orchestrateur)
- 2001 : Feast of All Saints de Peter Medak (film TV) (musique de Patrick Seymour) (orchestrateur)
- 2001 : Frères d'armes de Stephen Ambrose (série télévisée) (musique de Michael Kamen) (orchestrateur)
- 2002 : Conquest (en) de Colin Campbell (série télévisée)
- 2002 : Everwood de David Hudgins (série télévisée)
- 2002 : Halloween : Résurrection de Rick Rosenthal (musique de Danny Lux) (chef et orchestrateur)
- 2002 : Crimes et Pouvoir de Carl Franklin (musique de Graeme Revell) (orchestrateur)
- 2002 : Blade II de Guillermo Del Toro (musique de Marco Beltrami) (orchestrateur additionnel)
- 2002 : Dommage collatéral d'Andrew Davis (musique de Graeme Revell) (orchestrateur)
- 2002 : Abîmes de David Twohy (musique de Graeme Revell) (orchestrateur)
- 2002 : K-19 : Le piège des profondeurs de Kathryn Bigelow (musique de Klaus Badelt) (chef et orchestrateur)
- 2002 : Berlanti/Liddell Productions (musique du logo)
- 2003 : It's the Cheese de Todd Ulman
- 2003 : The True Story of Seabiscuit de Craig Haffner (documentaire TV)
- 2003 : Wild West Tech de Colin Campbell (série télévisée)
- 2003 : Open Range de Kevin Costner (musique de Michael Kamen) (orchestrateur)
- 2003 : Ned Kelly de Gregor Jordan (musique de Klaus Badelt) (orchestrateur)
- 2003 : Pirates des Caraïbes : La malédiction du Black Pearl de Gore Verbinski (musique de Klaus Badelt) (musiques additionnelles)
- 2003 : Tout peut arriver de Nancy Meyers (musique de Hans Zimmer et Heitor Pereira) (musiques additionnelles)
- 2003 : Le Dernier Samouraï d'Edward Zwick (musique de Hans Zimmer) (musiques additionnelles)
- 2003 : La Recrue de Roger Donaldson (musique de Klaus Badelt) (orchestrateur)
- 2003 : Blue Crush de John Stockwell (musique de Paul Haslinger) (chef et orchestrateur)
- 2003 : Roar : Lions of the Kalahari de Tim Liversedge (documentaire TV) (musique de James S. Levine) (chef)
- 2004 : Frog-g-g! de Cody Jarrett
- 2004 : Dr Vegas de Ira Steven Behr (série télévisée)
- 2004 : Jack et Bobby de Greg Berlanti (série télévisée)
- 2004 : Oedipus de Jason Wishnow (court métrage)
- 2004 : Catwoman de Pitof (musique de Klaus Badelt) (musiques additionnelles, chef et orchestrateur)
- 2004 : Des étoiles plein les yeux de Forest Whitaker (musique de Michael Kamen) (musiques additionnelles, chef et orchestrateur)
- 2004 : Dirty Dancing 2 de Guy Ferland (musique de Heitor Pereira) (chef et orchestrateur)
- 2004 : Le Jour d'après de Roland Emmerich (musique de Harald Kloser) (chef)
- 2004 : Dans les cordes de Charles S. Dutton (musique de Michael Kamen) (orchestrateur)
- 2004 : Le Roi Arthur d'Antoine Fuqua (musique de Hans Zimmer) (musiques additionnelles)
- 2004 : Fenêtre secrète de David Koepp (musique de Philip Glass et Geoff Zanelli) (chef)
- 2004 : Spanglish de James L. Brooks (musique de Hans Zimmer) (chef)
- 2004 : Steamboy de Katsuhiro Ōtomo (musique de Steve Jablonsky) (chef)
- 2005 : L'Escorte (The Wedding Date) de Clare Kilner
- 2005 : Magnificent Desolation: Walking on the Moon 3D de Mark Cowen (documentaire)
- 2005 : Related de Maggie Friedman (série télévisée)
- 2005 : Ford: What Would Phil Do? (publicité)
- 2005 : Révélations de David Seltzer (musique de Joseph Vitarelli) (musiques additionnelles)
- 2005 : The Island de Michael Bay (musique de Steve Jablonsky) (musiques additionnelles et conducteur)
- 2005 : King Kong de Peter Jackson (musique de James Newton Howard) (musiques additionnelles, chef et orchestrateur)
- 2005 : Into the West de Simon Wincer (série télévisée) (musique de Geoff Zanelli) (musiques additionnelles)
- 2006 : Starter for Ten de Tom Vaughan
- 2006 : Brothers & Sisters de Jon Robin Baitz (série télévisée)
- 2006 : Notes from the Underbelly de Barry Sonnenfeld (série télévisée)
- 2006 : Generate (musique du logo)
- 2006 : Playtone (musique du logo)
- 2006 : Berlanti Television (musique du logo)
- 2006 : What About Brian de Dana Stevens (série télévisée) (cocompositeur avec James Michael Dooley)
- 2006 : À la recherche du bonheur de Gabriele Muccino (musique de Andrea Guerra) (chef)
- 2006 : Le Prestige de Christopher Nolan (musique de David Julyan) (chef)
- 2006 : Click : télécommandez votre vie de Frank Coraci (musique de Rupert Gregson-Williams) (chef)
- 2006 : Camping-car de Barry Sonnenfeld (musique de James Newton Howard) (musiques additionnelles)
- 2006 : Pirates des Caraïbes : Le Secret du coffre maudit de Gore Verbinski (C) (musiques additionnelles)
- 2006 : Da Vinci Code de Ron Howard (musique de Hans Zimmer) (arrangements)
- 2006 : Super Nacho de Jared Hess (musique de Danny Elfman) (chef)
- 2007 : Elvis and Anabelle de Will Geiger
- 2007 : Dirty Sexy Money de Peter Horton (série télévisée)
- 2007 : Jinks-Cohen Productions (musique du logo)
- 2007 : After Portsmouth Productions (musique du logo)
- 2007 : Traveler : Ennemis d'État de David Nutter (série télévisée) (cocompositeur avec Trevor Morris)
- 2007 : Pushing Daisies de Bryan Fuller (série télévisée) (musique de James Michael Dooley) (musiques additionnelles)
- 2007 : Il était une fois... de Kevin Lima (musique d'Alan Menken) (chef et orchestrateur)
- 2007 : Les Simpson - Le Film de David Silverman (musique de Hans Zimmer) (chef)
- 2007 : Michael Clayton de Tony Gilroy (musique de James Newton Howard) (chef)
- 2007 : Pirates des Caraïbes : Jusqu'au bout du monde de Gore Verbinski (musique de Hans Zimmer) (musiques additionnelles et chef)
- 2008 : Surfer Dude de S.R. Bindler
- 2008 : Mister Showman (The Great Buck Howard) de Sean McGinly (en)
- 2008 : Eli Stone de Greg Berlanti (série télévisée)
- 2009 : Mentalist de Bruno Heller (série télévisée)
- 2010 : The Pacific de Tom Hanks et Steven Spielberg (cocompositeur avec Hans Zimmer et Geoff Zanelli)
- 2011 : Amour, mariage et petits tracas (Love, Wedding, Marriage) de Dermot Mulroney (téléfilm)
- 2012 : He Has Seen War de Mark Herzog
- 2012 : Arrow d'Andrew Kreisberg (série télévisée)
- 2013 : Golden boy de Nicholas Wootton (téléfilm)
- 2014 : The Flash d'Andrew Kreisberg (série télévisée)
- 2015 : Blindspot de Martin Gero (série télévisée)
- 2015 : Supergirl de Greg Berlanti (série télévisée)
- 2016 : Legends of Tomorrow de Greg Berlanti, Andrew Kreisberg et Marc Guggenheim (série télévisée)
- 2017 : Riverdale de Greg Berlanti et Roberto Aguirre-Sacasa (série télévisée)
- 2018 : You de Greg Berlanti et Sera Gamble (série télévisée)
- 2019 : Batwoman de Greg Berlanti et Caroline Dries (série télévisée)
- 2020 : USS Greyhound : La Bataille de l'Atlantique (Greyhound) d'Aaron Schneider
- 2020 : The Flight Attendant de Steve Yockey (série télévisée)
- 2021 : Superman & Lois de Greg Berlanti et Todd Helbing (série télévisée)
- 2022 : Respirer (Keep Breathing) de Martin Gero et Brendan Gall (série télévisée)
- 2022 : Nos cœurs meurtris (Purple Hearts) d'Elizabeth Allen Rosenbaum
- 2022 : Bonne Nuit Oppy (Good Night Oppy) de Ryan White

## Récompenses
- 2003 : Nomination aux Emmy Awards pour la série Everwood comme meilleur thème principal.